# Manchester United Football Club 1994-1995
Questa voce raccoglie le informazioni riguardanti il Manchester United Football Club nelle competizioni ufficiali della stagione 1994-1995.

## Rosa
| N. |                        | Ruolo | Calciatore         |
| -- | ---------------------- | ----- | ------------------ |
| 1  | Danimarca (bandiera)   | P     | Peter Schmeichel   |
| 2  | Inghilterra (bandiera) | D     | Paul Parker        |
| 3  | Irlanda (bandiera)     | D     | Denis Irwin        |
| 4  | Inghilterra (bandiera) | D     | Steve Bruce        |
| 5  | Inghilterra (bandiera) | C     | Lee Sharpe         |
| 6  | Inghilterra (bandiera) | D     | Gary Pallister     |
| 7  | Francia (bandiera)     | A     | Éric Cantona       |
| 8  | Inghilterra (bandiera) | C     | Paul Ince          |
| 9  | Scozia (bandiera)      | A     | Brian McClair      |
| 10 | Galles (bandiera)      | A     | Mark Hughes        |
| 11 | Galles (bandiera)      | C     | Ryan Giggs         |
| 12 | Inghilterra (bandiera) | D     | David May          |
| 13 | Inghilterra (bandiera) | P     | Gary Walsh         |
| 14 | Russia (bandiera)      | C     | Andrei Kanchelskis |
| 15 | Inghilterra (bandiera) | A     | Graeme Tomlinson   |

| N. |                             | Ruolo | Calciatore       |
| -- | --------------------------- | ----- | ---------------- |
| 16 | Irlanda (bandiera)          | C     | Roy Keane        |
| 17 | Inghilterra (bandiera)      | A     | Andy Cole        |
| 18 | Galles (bandiera)           | C     | Simon Davies     |
| 19 | Inghilterra (bandiera)      | C     | Nicky Butt       |
| 20 | Inghilterra (bandiera)      | C     | Terry Cooke      |
| 21 | Irlanda del Nord (bandiera) | D     | Pat McGibbon     |
| 23 | Inghilterra (bandiera)      | D     | Phil Neville     |
| 24 | Inghilterra (bandiera)      | C     | Paul Scholes     |
| 25 | Inghilterra (bandiera)      | P     | Kevin Pilkington |
| 26 | Inghilterra (bandiera)      | D     | Chris Casper     |
| 27 | Inghilterra (bandiera)      | D     | Gary Neville     |
| 28 | Inghilterra (bandiera)      | C     | David Beckham    |
| 29 | Inghilterra (bandiera)      | C     | Ben Thornley     |
| 30 | Inghilterra (bandiera)      | D     | John O'Kane      |
| 31 | Irlanda del Nord (bandiera) | C     | Keith Gillespie  |